# Есуковский
Есуковский — посёлок в Ясногорском районе Тульской области России. 
В рамках административно-территориального устройства является центром Есуковской сельской территории Ясногорского района, в рамках организации местного самоуправления включается в Иваньковское сельское поселение.

## География
Расположено в 69 км к северу от Тулы и в 38 км к северу от райцентра, города Ясногорска.

## Население
| 2002 | 2010 |
| ---- | ---- |
| 359  | ↘293 |

Население — 293 чел. (2010).